# 旭川幸之焏
旭川 幸之焏（あさひかわ ゆきのじょう、1905年8月18日 - 1978年1月31日）は、北海道上川郡旭川町（現：北海道旭川市、出生地は富山県下新川郡（現：富山県魚津市））出身で立浪部屋に所属した大相撲力士。本名は宮坂 幸吉（みやさか こうきち）。最高位は西関脇。

## 来歴
1905年8月18日、富山県下新川郡（現：富山県魚津市）で生まれる。2歳の時に家族で北海道上川郡旭川町（現：北海道旭川市）へ移住し、1921年の夏に友綱の一行が巡業で北海道へ来る際に、先乗りとして一足先に北海道へやって来た同郷の立浪親方（元小結・緑嶋）に見い出され、立浪部屋へ入門した。1922年1月場所で初土俵を踏み、1927年5月場所で新十両昇進を果たすが、ここから幕下との往復が5年以上繰り返されることとなる。
1932年1月場所は自己最高位である西十両筆頭で迎えるはずだったが、同年1月6日に春秋園事件が勃発した。天竜三郎・大ノ里萬助などの幕内上位で活躍する力士が主謀者となって多くの力士が日本相撲協会を脱退したが、師匠の立浪が「お前ら十枚目のくせに、革新団や新興団に加わるとはとんでもない」と部屋の関取衆に対して目を光らせていたため、協会に残ることにした。東京に残った旭川は、編成がやり直された同年2月場所の改正番付で東前頭3枚目まで一気に昇進し、幸運な入幕を果たした。
ちょうど1年前は幕下へ陥落していた時期だったことから周囲から幕内で苦労するかと思われたが、色白の小兵ながら手取り型で、右四つからの投げや肩透かし・叩き込み、さらに足癖や三所攻めなど変幻自在の多彩な取り口を繰り出すだけでなく、不得意である左四つに組まれた場合は右腕で相手の首を巻き、腰を落として踏ん張りながら防御する取り口を見せて上位を苦しめ、10年間に渡って幕内に定着した。特に、右上手の半身から一瞬の隙を突いて放たれる独特の出し投げは強烈で人気があった。部屋の弟弟子で「立浪三羽烏」と称された双葉山定次・羽黒山政司・名寄岩静男には参謀役としても働いた。新弟子時代の双葉山に対してはよく胸を出し、周囲からは「双葉山関を強くしたのは旭川関あんたですよ」と評されていた。
1937年5月場所では1場所だけながら関脇へ昇進するなど幕内上位で通用する力量を身に付け、1938年1月場所千秋楽では男女ノ川登三を破って金星を獲得しているが、律儀な性格ゆえに、双葉山が立浪と不仲になったことで双葉山相撲道場を設立した際は、双葉山と立浪の板挟みとなったことに責任を取ろうと割腹自殺を図るまでに発展してしまったが、幸いにも発見が早かったために未遂で終わった。
1942年5月場所を最後に現役を引退し、年寄・15代玉垣を襲名後は立浪部屋付きの親方として後進の指導に当たったほか、日本相撲協会の理事・監事を歴任し、停年まで2年以上を残して1968年1月場所を最後に廃業した。
1978年1月31日、糖尿病と腎臓疾患のため東京都町田市内の病院で死去、72歳。戒名は旭峰院幸祥玉翁居士。墓所は長久院（東京都台東区）。

## 主な成績・記録
- 通算成績：243勝260敗1分2預22休 勝率.483
- 幕内成績：117勝155敗1分1預22休 勝率.430
- 現役在位：55場所
- 幕内在位：24場所
- 三役在位：3場所（関脇1場所、小結2場所）
- 各段優勝
  - 幕下優勝：1回（1928年10月場所）
- 金星：1個（男女ノ川1個）

### 場所別成績
| 1922年 （大正11年） | （前相撲）             | x               | 西序ノ口16枚目 2–3       | x                     |
| 1923年 （大正12年） | 東序ノ口2枚目 7–3      | x               | 西序二段16枚目 4–2       | x                     |
| 1924年 （大正13年） | 東三段目41枚目 3–1 1預 | x               | 東三段目7枚目 2–4        | x                     |
| 1925年 （大正14年） | 西三段目14枚目 5–1     | x               | 西幕下24枚目 4–2         | x                     |
| 1926年 （大正15年） | 東幕下9枚目 5–1        | x               | 西幕下筆頭 3–3           | x                     |
| 1927年 （昭和2年） | 東幕下4枚目 4–2        | 東幕下4枚目 1–5 | 西十両8枚目 1–5          | 東幕下20枚目 5–1      |
| 1928年 （昭和3年） | 西幕下8枚目 3–3        | 西十両9枚目 7–4 | 西幕下10枚目 4–2         | 西幕下10枚目 優勝 6–1 |
| 1929年 （昭和4年） | 西十両6枚目 4–7        | 西十両6枚目 6–5 | 東十両10枚目 4–7         | 東十両10枚目 4–7      |
| 1930年 （昭和5年） | 東幕下4枚目 5–4        | 東幕下4枚目 7–2 | 東十両8枚目 2–9          | 東十両8枚目 5–6       |
| 1931年 （昭和6年） | 東幕下2枚目 7–2        | 東幕下2枚目 2–5 | 東十両8枚目 7–4          | 東十両8枚目 7–4       |
| 1932年 （昭和7年） | 東前頭3枚目 5–3        | 東前頭3枚目 6–4 | 東前頭3枚目 6–5          | 東前頭3枚目 3–8       |
| 1933年 （昭和8年） | 西前頭3枚目 3–8        | x               | 西前頭7枚目 6–5          | x                     |
| 1934年 （昭和9年） | 東前頭3枚目 5–6        | x               | 東前頭6枚目 6–5          | x                     |
| 1935年 （昭和10年） | 東前頭4枚目 6–5        | x               | 西前頭2枚目 5–6          | x                     |
| 1936年 （昭和11年） | 西前頭筆頭 6–5         | x               | 西小結 3–8               | x                     |
| 1937年 （昭和12年） | 西前頭4枚目 8–3        | x               | 西関脇 2–11              | x                     |
| 1938年 （昭和13年） | 西前頭3枚目 4–9 ★      | x               | 西前頭6枚目 7–5 1分      | x                     |
| 1939年 （昭和14年） | 西前頭2枚目 3–10       | x               | 西前頭9枚目 7–8          | x                     |
| 1940年 （昭和15年） | 東前頭9枚目 7–8        | x               | 東前頭6枚目 8–7          | x                     |
| 1941年 （昭和16年） | 西張出小結 4–11        | x               | 西前頭4枚目 3–5–7        | x                     |
| 1942年 （昭和17年） | 東前頭11枚目 4–10 1分  | x               | 東前頭12枚目 引退 0–0–15 | x                     |
| 各欄の数字は、「勝ち-負け-休場」を示す。 優勝 引退 休場 十両 幕下 三賞：敢=敢闘賞、殊=殊勲賞、技=技能賞 その他：★=金星 番付階級：幕内 - 十両 - 幕下 - 三段目 - 序二段 - 序ノ口 幕内序列：横綱 - 大関 - 関脇 - 小結 - 前頭（「#数字」は各位内の序列） |                        |                 |                          |                       |

- 1932年1月番付は西十両筆頭

### 幕内対戦成績
| 力士名   | 勝数 | 負数 | 力士名   | 勝数 | 負数 | 力士名   | 勝数 | 負数 | 力士名   | 勝数 | 負数 |
| -------- | ---- | ---- | -------- | ---- | ---- | -------- | ---- | ---- | -------- | ---- | ---- |
| 安藝ノ海 | 1    | 6    | 綾川     | 3    | 2    | 綾昇     | 6    | 7    | 綾若     | 2    | 3    |
| 五ツ嶋   | 3    | 4    | 射水川   | 3    | 0    | 大潮     | 2    | 3    | 大浪     | 2    | 2    |
| 沖ツ海   | 0    | 4    | 小野錦   | 0    | 1    | 海光山   | 1    | 1    | 鏡岩     | 4    | 5    |
| 笠置山   | 6    | 7    | 鹿嶋洋   | 1    | 4    | 桂川     | 0    | 2    | 金湊     | 0    | 1    |
| 九州山   | 2    | 2※※  | 錦華山   | 1    | 2    | 國ノ濱   | 2    | 0    | 古賀ノ浦 | 3    | 0    |
| 越ノ海   | 2    | 0    | 駒ノ里   | 2    | 2    | 相模川   | 0    | 3(1) | 櫻錦     | 0    | 4    |
| 四海波   | 1    | 0    | 清水川   | 0    | 5    | 新海     | 2    | 6    | 神東山   | 2    | 1    |
| 外ヶ濱   | 1    | 1    | 大邱山   | 5    | 4    | 鷹城山   | 2    | 0    | 髙登     | 2    | 3    |
| 寳川     | 0    | 2    | 楯甲     | 0    | 1    | 玉錦     | 0    | 5    | 玉ノ海   | 1    | 2    |
| 太郎山   | 2    | 0    | 出羽ヶ嶽 | 2    | 2    | 出羽ノ花 | 4    | 1    | 出羽湊   | 4    | 4    |
| 土州山   | 1    | 2    | 十三錦   | 0    | 1    | 富野山   | 2    | 0    | 巴潟     | 0    | 2    |
| 能代潟   | 1    | 0    | 幡瀬川   | 1    | 1    | 磐石     | 0    | 3    | 番神山   | 0    | 1    |
| 肥州山   | 3    | 2    | 藤ノ里   | 2    | 2    | 前田山   | 1    | 3    | 増位山   | 1    | 0    |
| 松ノ里   | 1    | 2    | 松前山   | 1    | 1    | 男女ノ川 | 1    | 8    | 武藏山   | 2(1) | 4    |
| 陸奥ノ里 | 1    | 0    | 八方山   | 0    | 1    | 倭岩     | 0    | 1    | 大和錦   | 2    | 2    |
| 吉野岩   | 2    | 0    | 龍王山   | 2    | 3    | 両國     | 9    | 7    | 和歌嶋   | 5    | 3    |
| 若瀬川   | 1    | 2    | 若葉山   | 0    | 2    |          |      |      |          |      |      |

※他に九州山と引分と預りが、1つずつある。

### 四股名遍歴
- 立ノ海 幸吉（たつのうみ こうきち）1922年5月場所 - 1924年5月場所
- 高浪 幸吉（たかなみ こうきち）1925年1月場所 - 1930年10月場所
- 旭川 幸之焏（あさひかわ ゆきのじょう）1931年1月場所 - 1939年1月場所
- 旭川 幸吉（あさひかわ こうきち）1939年5月場所 - 1942年5月場所（引退）

### 年寄遍歴
- 15代 玉垣利之亟（たまがき としのじょう）1942年5月場所 - 1968年5月場所（廃業）